# Fàstics
Els fàstics són uns breus diàlegs humorístics entre un jove i una noia, que comencen amb unes frases de compliment del noi, a les quals respon la noia amb desdeny. A partir d'aquí, la peça es converteix en un intercanvi d'insults tan exagerats i imaginatius que tenen un efecte humorístic en l'auditori.
La majoria dels fàstics són redactats en romanç de 7 o 8 síl·labes, encara que, com tota la literatura popular, contenen freqüents irregularitats en el metre i en la rima.
Durant el segle xix es van fer moltes edicions i reimpressions d'aquestes peces de literatura de canya i cordill, algunes de les quals són:
- Festeix nou entre un fadrí y una doncella: los fàstichs. Barcelona: Imp. de D. Narciso Ballès, 1843.
- "Festeix nou entre un fadrí y una donsella: fàstichs nous y divertits compostos per un jermà o cusí d'en Carnestoltas, que podria ser un bon poeta llamusí, perquè hi ha tan de aquí a Bañoles com de Bañoles aquí ...", dins el Manual del festejador y de la festejadora. Barcelona: I. Estivill, 1847 (pàg. 79-88).
- Los fàstichs: desesperat festeix entre un fadrí y una donsella. Barcelona: en casa Juan Llorens, reimprès en la imp. de Josep Tauló, 1861.
- Los fàstichs entre un fadrí y una donzella. Barcelona: Imp. de D. Narciso Ramírez y Compª, 1877.

L'equivalent castellà dels fàstics són les matraques, la majoria de les quals són també editades a Catalunya. El títol d'una d'elles ens explica per què es feien servir servir tant els fàstics com les matraques:
- Matraca burlesca entre hombre y mujer, para reir y pasar tiempo después d'haver comido bien: compuesto por el licenciado Chanflón, poeta gorrón y visitador de los bodegones y tabernas de esta Corte. Sevilla: en la Imprenta Real, Casa del Correo Viejo,[17--].

És a dir, es llegien o representaven després d'un àpat o una festa, probablement a càrrec d'un jove i una noia, per riure i fer tabola.
També es conserva manuscrita una matraca en català atribuïda al valencià Joan Baptista Escorigüela (1753-1810), la Matraca d'un mossot i un estudiant, recentment publicada.